# Heiligkreuzsteinach
Heiligkreuzsteinach è un comune tedesco di 3 121 abitanti, situato nel land del Baden-Württemberg.